# Міленіна Анна Олександрівна
Анна Олександрівна Міленіна, до шлюбу Бурмістрова (нар.15 липня 1986, Краснотур'їнськ, Свердловська область, РРФСР, СРСР) — російська спортсменка. Багаторазова чемпіонка Паралімпійських ігор, заслужений майстер спорту Росії.

## Спортивні досягнення
- Золото — Зимові Паралімпійські ігри 2006 року (лижні гонки, 10 км)
- Срібло — Зимові Паралімпійські ігри 2006 року (лижні гонки, 15 км)
- Срібло — Зимові Паралімпійські ігри 2006 року (лижні гонки, 5 км)
- Срібло — Зимові Паралімпійські ігри 2006 року (біатлон, 7,5 км)
- Золото — Чемпіонат Росії 2009 року (5 км)
- Золото — Чемпіонат світу 2009 року
- Золото — Зимові Паралімпійські ігри 2010 року (біатлон, 3 км індивідуальні переслідування)
- Золото — Зимові Паралімпійські ігри 2010 року (лижні гонки, 15 км вільний стиль)
- Бронза — Зимові Паралімпійські ігри 2010 року (лижні гонки, спринт 1 км, класика)
- Срібло — Зимові Паралімпійські ігри 2010 року (біатлон, 12,5 км)
- Срібло — Зимові Паралімпійські ігри 2014 (біатлон, 6 км)
- Бронза — Зимові Паралімпійські ігри 2014 року (лижні гонки, 15 км, класика)
- Золото — Зимові Паралімпійські ігри 2014 (лижні гонки, спринт 1 км)
- Золото — Зимові Паралімпійські ігри 2014 (лижні гонки, 5 км вільним стилем)
- Срібло — Зимові Паралімпійські ігри 2018 (біатлон, 6 км)

## Нагороди
- Орден «За заслуги перед Вітчизною» IV ступеня (17 березня 2014) — за великий внесок у розвиток фізичної культури і спорту, високі спортивні досягнення на XI Паралімпійських зимових іграх 2014 в місті Сочі[1].
- Орден Пошани (26 березня 2010) — за великий внесок у розвиток фізичної культури і спорту, високі спортивні досягнення на X Паралімпійських зимових іграх 2010 року в місті Ванкувері (Канада)[2]
- Почесний громадянин міста Краснотур'їнська (2010)